# Castell d'Argelaguer
El Castell d'Argelaguer és un monument del municipi d'Argelaguer declarat bé cultural d'interès nacional.

## Descripció
Casal-palau gòtic-renaixentista refet al segle xvi. Sencer i habitat. El castell d'Argelaguer és una gran casa forta que va ser construïda a mitjans del segle xv seguint l'estil gòtic català. La seva planta és rectangular. Antigament estava voltat de muralles (hom en pot veure les restes) i de fossats que varen ser cegats per a construir-hi noves cases i carrers. Està aixecat amb carreus ben escairats als angles de la casa i essent els restants de tall més groller. La seva façana és molt austera i reflecteix els tres pisos que formaren un dia la mansió.

### Escuts
Al costat del finestral gòtic hi ha una pedra on foren esculpits els escuts nobiliaris de les famílies entroncades amb els senyors d'Argelaguer-Montpalau. L'escut de l'esquerra és molt semblant al de la família Marcó de Girona. El central és de la família Montpalau (davant el presbiteri de l'església parroquial e Santa Maria n'hi ha un d'igual). Presenta, damunt d'un fons daurat, un castell que en els documents era blau. El de l'esquerra sembla el de la família Onés de Alós.
Segons la documentació, aquests escuts provenien del Castell dels Montpalau a Sant Jaume de Llierca i foren traslladats aquí en construir la casa.

## Història
L'any 1212, Argelaguer va ser cedit en feu pels senyors de Sales als de Montpalau. També existeix un document del 1216. A principis del segle xv els Montpalau abandonaren el castell de Sant Jaume de Llierca i edificaren aquest al pla. Quasi tots els historiadors consultats coincideixen amb el fet que el castell no s'havia aixecat partint de zero si no que havia estat fruit d'una reedificació de l'estada que hi posseïen els senyors de Sales. El primer senyor del castell d'Argelaguer apareix a un document del segle XIV-XV. El 1632, la família es traslladà a Barcelona.